# Venedikt Jerofejev
Venedikt Jerofejev (Венедикт Ерофеев), född 24 oktober 1938 i Tjupa, död 11 maj 1990 i Moskva, var en rysk författare.
Hans mest kända verk är boken På lyran eller den sällsamma resan Moskva-Petusjki ("Москва-Петушки" på ryska) där han blandar humor, alkohol och litterärt djup. Boken skrevs 1970 men publicerades först 1973 i Israel.

## Biografi
Jerofejev föddes i nordvästra Ryssland i Murmansk oblast. Hans far satt i fångläger 1939-1955. I tre år vistades han på barnhem. Under 1950-1960 studerade Jerofejev filologi vid Moskvauniversitetet och därefter vid tre andra: Orehovo-Zuevouniversitetet, Kolomnauniversitetet och Vladimiruniversitetet. På varje universitetet studerade han bara ett till två år varefter han avpolletterades. Under 1956-1958 skrev Jerofejev en autobiografisk berättelse, Psikopats anteckningar, som publicerades först efter Jerofejevs död.
Under 1960-1970 bytte Jerofejev arbete några gånger - från lastare till montör och bibliotekarie. Jerofejev blev känd strax efter att han skrivit Moskva-Petusjki, 1969. Med hjälp av samizdat (underjordisk litteraturspridning) nådde romanen viss popularitet i Ryssland. Under 1970 översattes romanen till ett antal europeiska språk, bl.a. svenska.
Under 1980 publicerade Jerofejev utomlands dramat Valborgsnatt och Min lilla Leniniana - ett urval av Lenincitat som visar Lenin i ett annat ljus än vad som var vanligt i Sovjetunionen. 
Moskva-Petusjki publicerades först i Sovjetunionen 1988-1989 under Perestrojka-tiden. Jerofejev avled 1990 i strupcancer.